# Meharia hackeri
Meharia hackeri is een vlinder uit de familie van de Houtboorders (Cossidae). De wetenschappelijke naam van de soort is voor het eerst gepubliceerd in 2011 door Roman Viktorovitsj Jakovlev, Povilas Ivinskis en Aidas Saldaitis.
De soort komt voor op het eiland Socotra (Jemen).